# Ворст
Ворст (нидерл. Voorst ) — община в Нидерландах в провинции Гелдерланд. Административный центр — Твелло.

## История
Эти места населены ещё с римских времён. Исторически здесь были две отдельные общины: Ворст и Твелло. Они были объединены в одну общину в 1818 году, объединённая община взяла название Ворст, но административным центром стал Твелло.

## Состав общины
В состав общины входят следующие населённые пункты:
- Твелло
- Бюссло
- Кларенбек
- Нейбрук
- Терволде
- Тёге
- Ворст
- Вилп
- Вилп-Ахтерхук

## Знаменитые уроженцы
- Ян Терлау[англ.] — учёный, политик, писатель